# Pulque
El pulque es una bebida fermentada tradicional de México, cuyo origen es prehispánico y que se elabora a partir de la fermentación del mucílago (popularmente conocido en México como aguamiel) del agave o maguey, en particular de tres tipos, llamados por ello maguey pulquero: Agave salmiana, Agave atrovirens y Agave mapisaga. En el idioma otomí se le conoce como ñogi; en la lengua purépecha, como urapi, y en náhuatl como meoctli.
Se consume habitualmente en México (y partes de los Estados Unidos), y las entidades federativas mexicanas donde destaca su cultivo y consumo son la Ciudad de México, Estado de México, Guanajuato, Guerrero, Hidalgo, Michoacán, Morelos, Oaxaca, Puebla, Zacatecas, San Luis Potosí, Jalisco, Tlaxcala Querétaro, y Veracruz.

## Historia

### Época prehispánica

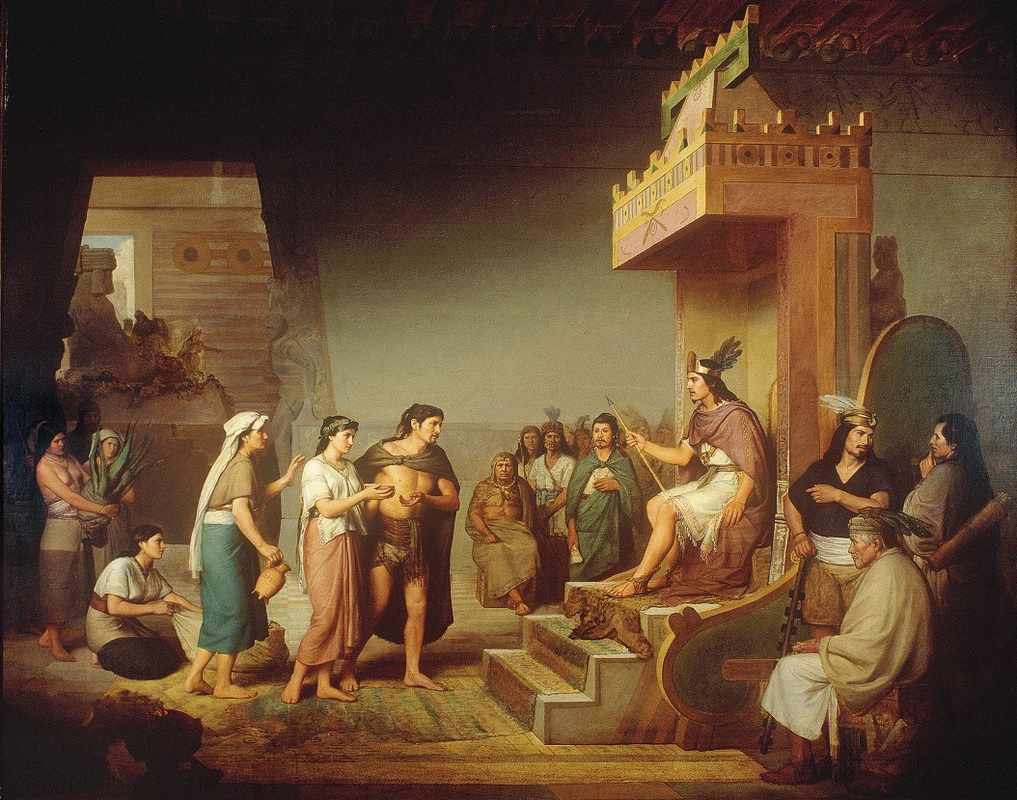
Descubrimiento del pulque, cuadro acerca del mito del descubrimiento del pulque por parte de los toltecas.

El pulque fue representado en relieves tallados en piedra por los nativos centroamericanos desde el año 200 d. C., pero se desconoce su origen, el cual se pierde entre leyendas y mitos prehispánicos.

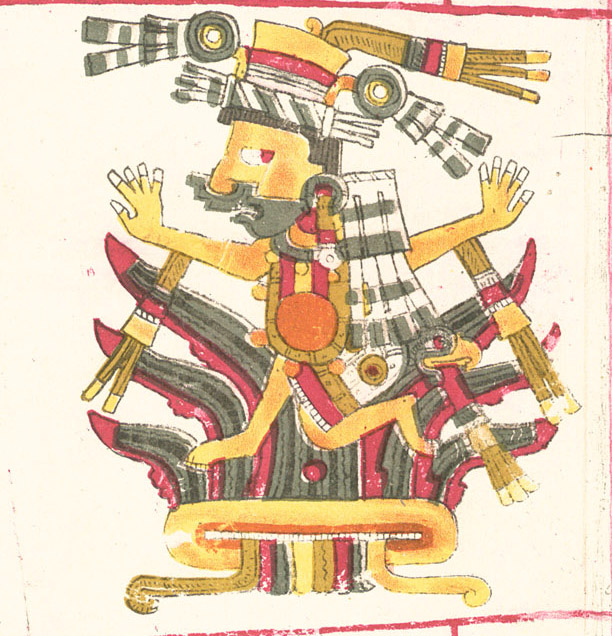
Pulque descrito en el Códice Borgia.

La más conocida de todas esas tradiciones tiene su origen en la cultura tolteca, durante el gobierno de Tecpancaltzin, y dice que en 1340, un noble llamado Papantzin descubrió, gracias a un ratón ebrio, el método para extraer el aguamiel y luego obtener el pulque, motivo de la caída de Ce Acatl Topiltzin Quetzalcóatl, quien tuvo que abandonar Tula.
Una de las leyendas indica que fue un regalo de la Diosa náhuatl Mayáhuel, quien enseñó a una joven noble de nombre Xóchitl a elaborarlo. Gracias a ese regalo su padre, que se encontraba molesto porque el enamorado de su hija era un campesino de nombre Tecpalcatzin, dejó que el amor de su hija prosperase; esta leyenda tiene otra variante en la que Papantzin y Xóchitl son padre e hija y ellos lo descubren, posteriormente llevan el pulque como regalo al tlatoani Tecpancaltzin, quien se enamora de Xóchitl y la embaraza.
Existen estudios modernos que describen que su primer consumo data desde el siglo IV a. C. en el Valle de Tehuantepec o en el Valle de Apan, donde fueron descubiertos raspadores en la zona arqueológica de Huapalcalco, Hidalgo. Algunos instrumentos prehispánicos para uso médico se han encontrado con rastros de pulque en Xochipala, Guerrero, y han sido datados entre los años 1200 a 900 a. C.

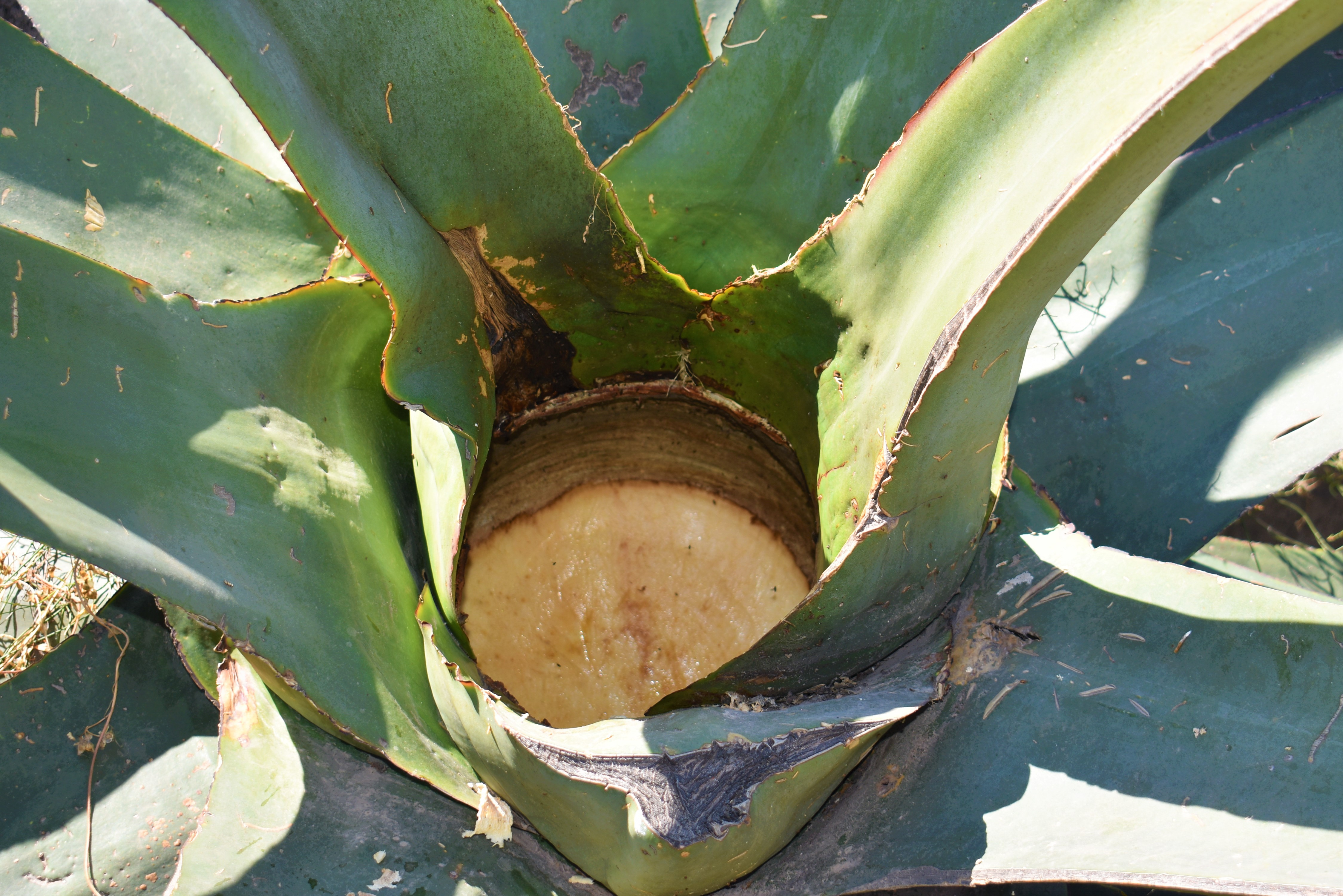
Corazón de Maguey en proceso de raspado de aguamiel, en la región de Tepetlaoxtoc, Estado de México, México.

Varios códices prehispánicos inmediatos a la Conquista representan ceremonias o los procedimientos de obtención del pulque, como en el Códice Tudela. Entre los nativos centroamericanos, los mexicas tenían las reglas más estrictas para el consumo del pulque, que estaba estrictamente prohibido para los menores de 70 años y no hubieran cumplido los deberes con su pueblo (por ejemplo, si un joven era encontrado ebrio o tomándolo la primera vez se le rapaba la cabeza como castigo, en la segunda ocasión era castigado con la muerte por medio de golpes o asfixia), mientras que a los ancianos se les permitía embriagarse durante las fiestas dentro de su casa; si alguien lo hacía en público y constantemente, se le castigaba con la destrucción de su casa, entre otras sanciones.

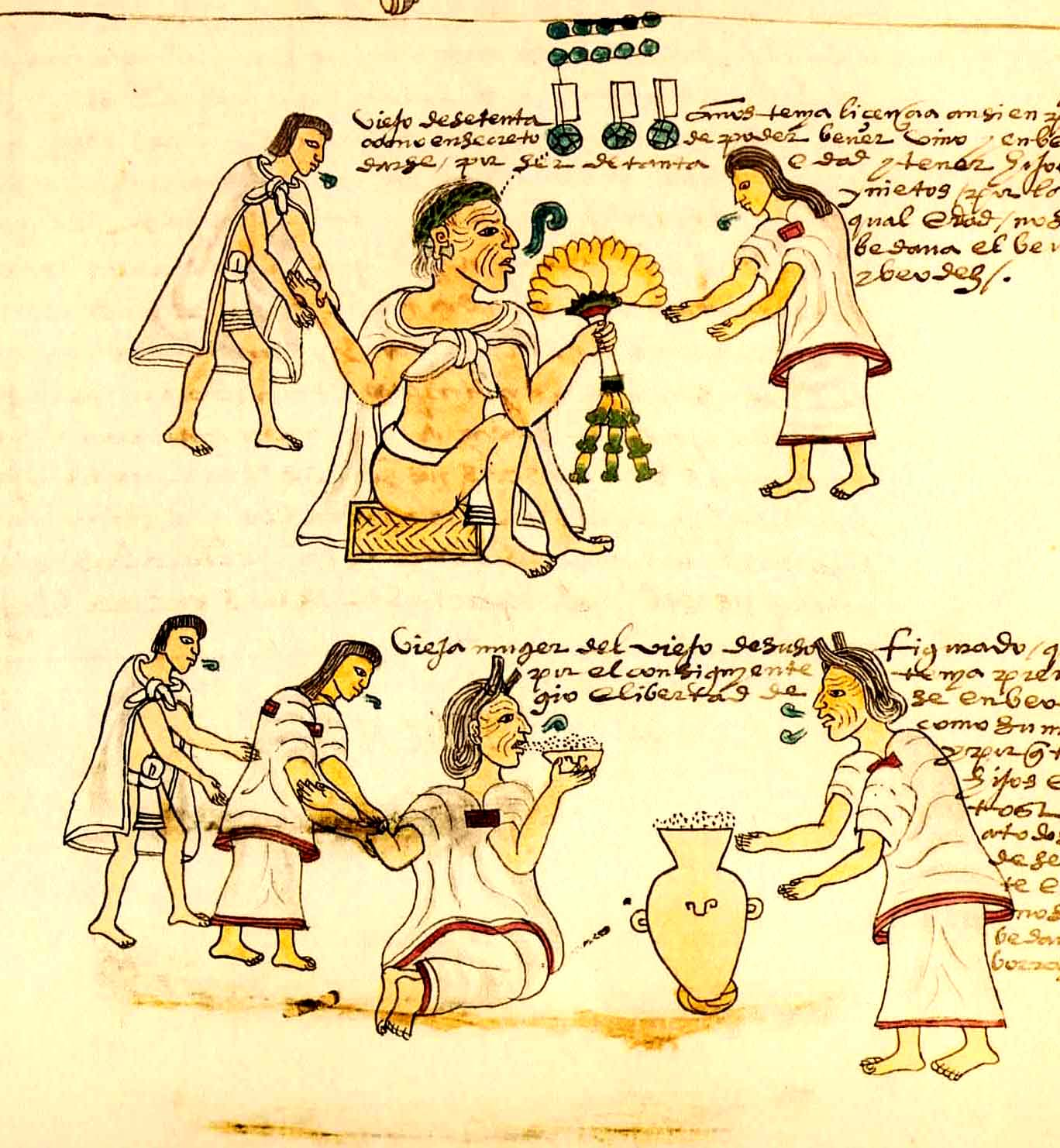
Ancianos bebiendo pulque, embriaguez solo permitida al llegar a los 52 años (Códice Mendoza).

### Época Colonial
Las primeras referencias escritas del pulque son narradas por Hernán Cortés y Fray Bernardino de Sahagún; el primero lo menciona en su carta del 15 de octubre de 1524 dirigida al emperador Carlos I de España como

“[El] Pulque, es un vino que ellos beben.”

en referencia a los productos que se pueden obtener de la Nueva España; el segundo, describe dos tipos de pulque: uno llamado Ayuctli o “Pulque de Agua” que se obtenía del cocimiento de miel, agua y la raíz del maguey y se servía como sustituto para evitar la embriaguez exagerada en las fiestas; el otro llamado Íztac Utli o “Pulque Blanco” era el pulque real que, como medicina, se recomendaba beber a las mujeres cercanas al parto y lactando. La palabra "pulque" para designar esta bebida es un barbarismo posiblemente introducido por los españoles, de poliuhqui o puliuhqui: descompuesto, de polihui: corromperse, destruirse. Octli poliuhqui (licor descompuesto) es un término lengua náhuatl usado para describir un pulque demasiado fermentado y causante de embriaguez rápida por su alto contenido alcohólico y no por estar en mal estado. En la zona central de México en náhuatl se le conoce como octli.
Durante el Virreinato el consumo del pulque se liberó de su carga sacramental y las rígidas leyes indígenas sobre la embriaguez, pese a que nunca estuvo liberado de regulación. Durante el siglo XVI y parte del siglo XII su consumo era, preferentemente, entre los indígenas y mestizos, pero las leyes de los indígenas se olvidaron rápido; se volvió muy popular entre todas las clases sociales; su consumo se elevó y la corona debió dictar leyes que menguaran su consumo y los efectos adversos que producía entre la población: peleas, asesinatos, hurtos, etc. En 1607 se dictaron algunas de las primeras reglamentaciones que solicitaban que los vendedores del pulque fueran solo mujeres (una por cada 100 indios), que no fueran viciosas o sirvientas de algún español o noble indígena, regulación que no fue práctica y pronto se olvidó.
Al ser un producto muy lucrativo estuvo relacionado en los juegos de dinero y poder de los gobernantes novohispanos, por ejemplo al hacer el Juicio de Residencia del Virrey Conde de Baños se menciona que:

“Y en cuanto al cargo cincuenta y cinco, sobre que siendo corregidor de México Don Enrique de Ávila Pacheco y no pudiendo hacer dejación de dicho oficio sino en manos de S. M., y del Consejo, le admitió dicho conde la que de él hizo y sin haber dado residencia le nombró por gobernador de la provincia de Tlaxcala, habiéndose ocasionado dicha dejación de que dicho conde le quitó la administración de la bebida del pulque para dársela a su médico.”

Esta bebida llegó a ser tan popular que durante el motín de Ciudad de México en 1692 el novohispano Carlos de Sigüenza y Góngora menciona en la narración de los hechos que:

“Excederían el número de diez mil los amotinados; … , reconocí con sobrado espacio (pues andaba entre ellos) no ser solos indios los que allí estaban, sino de todos colores, sin excepción alguna, …, interpolados con los indios, frecuentaban las pulquerías que son muchísimos (y quienes a voz de todos)”

Agregando luego que:

“No se oía otra cosa en toda la plaza, sino "¡Viva el Santísimo Sacramento¡ ¡Viva la Virgen del Rosario! ¡Viva el rey! ¡Vivan los santiagueños! ¡Viva el pulque!"

Debido a ese motín el Virrey Conde de Galve prohibió su venta y entrada en la Ciudad de México y alrededor de cinco leguas, pero esto no fue suficiente, ya que siguió entrando en forma clandestina y sin pagarse los impuestos que producía, por eso la Audiencia de México, el Virrey, los municipios y autoridades eclesiásticas en diferentes momentos emitieron recomendaciones, leyes y reglamentos que controlaran el cultivo del maguey, la fabricación, venta y a los establecimientos que la vendían (Pulquerías). Así tenemos que en el “Reglamento de los Alcaldes de barrio de la Ciudad de México” de 1782 se exhorta a los alcaldes que:

“Por cuyos medios y el de perseguir con rigor la embriaguez y los juegos, exhortando con frecuencia a las gentes de la ínfima plebe a que hagan buen uso de lo que ganan, se evitará su vergonzosa desnudez y la de sus mujeres e hijos, y se quitará de la vista el horroroso espectáculo de tantos hombres y mujeres cubiertos de inmundicia -especialmente en las inmediaciones de las tabernas y pulquerías, y en los días más solemnes, que deben santificarse.”

El comercio del pulque fue un gran negocio, pero siempre se realizaba a nivel local, se desconocían métodos para cortar su fermentación hasta volverse como vinagre o su contaminación con bacterias que produjeran infecciones estomacales, por eso los centros de producción y consumo se encontraban muy cercanos, y su producción era a baja escala hasta que en 1572 los jesuitas se percataron de que podían hacer de ello un negocio lucrativo para sostener sus obras, y con cierta rapidez empezaron a adquirir tierras semidesérticas por todo el rededor de la Ciudad de México, sobre todo en el Valle de Apan a donde llevaron la producción del pulque a niveles industriales.
Esto dio como resultado la fundación de las primeras haciendas pulqueras de México, las cuales para los estándares del siglo XIX eran pequeñas, esas haciendas en el Valle de Apan y al poniente del Valle de México, como la hacienda del Santo Desierto de Jesús del Monte que se extendía desde Cuajimalpa hasta Azcapotzalco, también algunos pueblos del Sur eran famosos por su elaboración del pulque entre ellos: San Bartolo Ameyalco, San Bernabe Ocotepec, San Nicolás Totolapan, Santo Tomás Ajusco y Santa Úrsula Tochico, e hizo que otros españoles y nobles indígenas se dedicaran al negocio, pero sin mucho éxito los últimos ya que los jesuitas no compartieron sus secretos para llevar lejos la bebida, en aquellas épocas un viaje a del Valle de Apan a la Ciudad de México o a la ciudad de Puebla tardaba al menos dos días, pero los jesuitas debieron dejar el negocio al ser expulsados en 1767, tras lo cual sus propiedades cayeron en manos de la Corona o particulares, ese negocio tan lucrativo creó la necesidad de fundar garitas y facilidades varias para comercialización, por eso se especializaron puntos para el cobro de los impuestos por ejemplo en la Ciudad de México se abrió la Garita del Pulque que se encontraba al oriente de la Ciudad de México por el desembarcadero de San Lázaro, lo que permitía transportar por medio de barco desde el centro del Valle de Cuautitlán hasta esa garita donde el gobierno de la Nueva España podía cobrar los impuestos mientras al interior de la ciudad el Ayuntamiento de México cobraba a los establecimientos donde se expendía, las llamadas Pulquerías además producían fuentes de ingreso extra, a su exterior se establecían mujeres que vendían comida a los consumidores de la bebida y esos comercios también pagaban impuestos.
Para la Corona el impuesto era cobrado por la Real Hacienda que en ciudades grandes como México o Puebla, a una tasa entre 1763 y 1766 de un real por arroba, fuera de esas grandes ciudades el control era más difícil y se dejaba a los ayuntamientos locales su cobro que variaba de lugar a lugar, por eso en muchas localidades, por no decir todas, se estableció el cobro de un impuesto por cada planta de maguey que se cultivaba, siendo mayor el pago en cuanto mayor fuera la planta.

### Guerra de Independencia
Ese valor hizo también al pulque un medio de propaganda y guerra política; por ejemplo, al saberse del Grito de Dolores y la gran insurrección subsecuente, el alcalde mayor de la ciudad de Morelia (entonces llamada Valladolid) publicó un bando que decía:

“Así mismo prevengo a todos los administradores de las aduanas, receptores y gariteros, que a los naturales no les cobren derecho alguno por la raspa de magueyes ni por el fruto de pulques por ser personas miserables que con lo que trabajan apenas les alcanza para la manutención y subsistencia de sus familias;”

Con lo cual trataba de evitar la rebelión en su región por causas económicas, además de acusar a los insurgentes de sacrílegos, al usar los cálices del servicio religioso para tomar pulque.

¿Mas qué decís de vasos sagrados? ¿No son los insurgentes los que bebieron pulque en los cálices en Lagos, y arrojaron al suelo los sagrados corporales?

Además de las múltiples veces que los bandos en conflicto tomaron los impuestos que se producían por la comercialización del pulque.

### SigloXIX

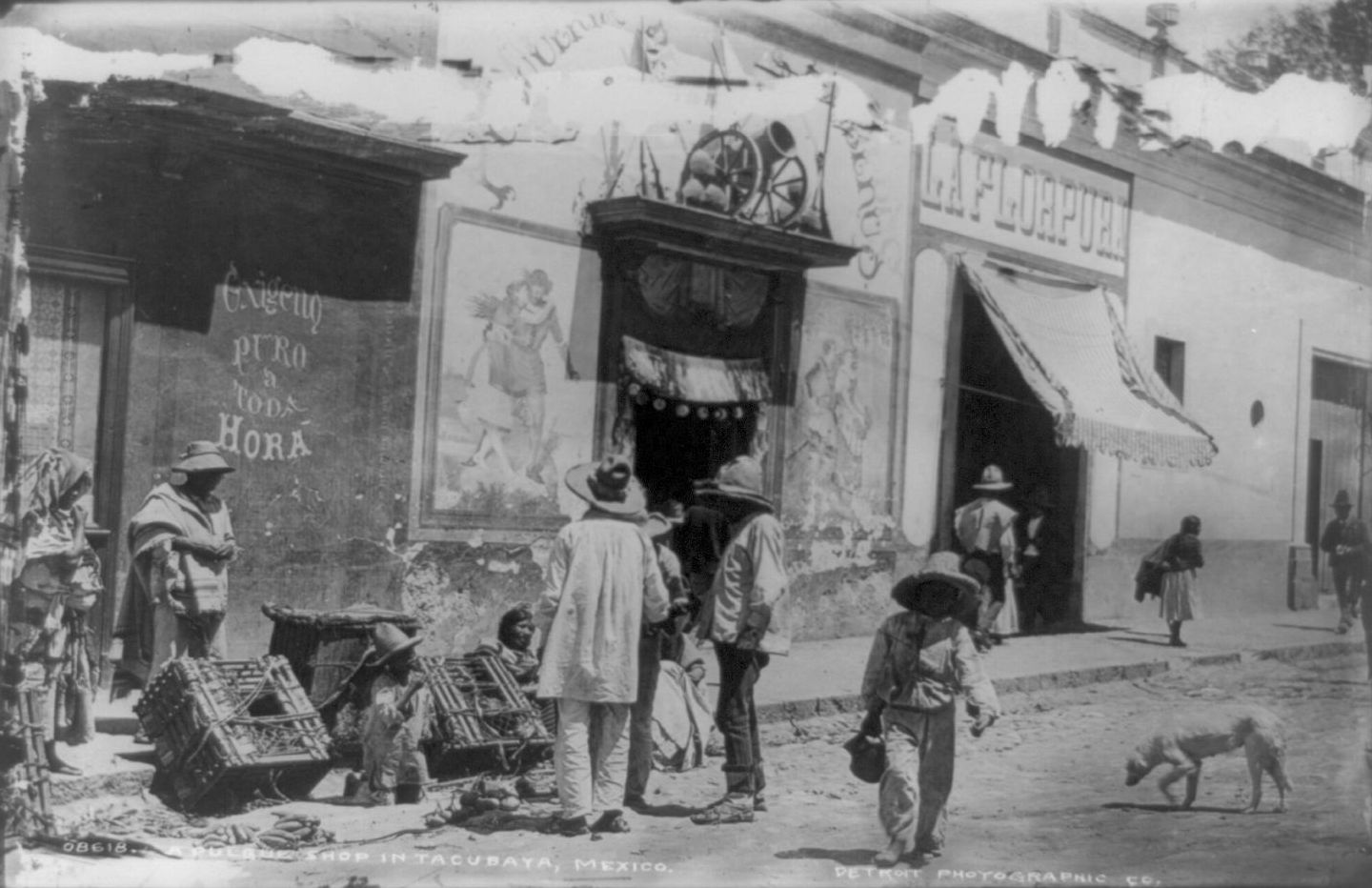
Pulquería La Flor Pura en Tacubaya en la década de 1880.

Al nacimiento del México independiente, el control sobre el comercio del pulque era muy poco efectivo, pero al pasar los pocos años del Primer Imperio Mexicano se volvió caótico y con más establecimientos, lo que motivó entre los legisladores un arduo trabajo para lograr regularlo, como en el "Bando de Policía y Buen Gobierno” de la Ciudad de México, que en su punto doce dice:

“12.- Los administradores de pulquerías tendrán aseadas las cincuenta varas de los costados y frentes de tales oficinas, y estarán obligados á tener aseados los comunes, y hacer conducir á su costa los cajetes rotos y basuras de que regularmente abundan estos parajes para arrojarlos en los señalados, bajo la multa de cuatro pesos; y lo mismo deberá ejecutarse con los escombros de curtidurías, tocinerías y otras oficinas de esta clase, cuyos dueños deberán cuidar de que se saquen diariamente con la debida precaucion, en el concepto de que se les exigierá la multa siempre que dejen correr las inmundicias por las atarjeas o caños, con perjuicio del público.”

En sus Memorias de mis tiempos, la pluma de Guillermo Prieto describe con las siguientes palabras las pulquerías de su juventud:

"Figurémonos un jacalón de cincuenta varas de largo por quince o veinte de ancho, con su caballete o techo de tejamanil, sin más adornos ni adminículos. Substentan al jacalón vigones perpendiculares de seis a seis varas de distancia, maceradas en la tierra y afirmadas con cimientos de piedra o cal y canto en forma piramidal y su torta de hormigón encarnado. Al fondo de la galera o jacalón hay una pared blanca que a veces invadía la brocha gorda, exponiendo al fresco un caballo colosal con su charro o dragón encima, una riña de pelados o una suerte de toreo, cuando no un personaje histórico desvergonzadamente disfrazado (...) Entre cajetes y vasos se percibían los tejos de bronce para el juego de la rayuela; algunos naipes, y en cazuelitas pequeñas, sal y chiles verdes para los aficionados a los aperitivos. La espalda de las tinas fungía de aposento de los pulqueros y tenía sus sillitas bajas de tule y su angosta mesa; la cuna de algún párvulo o algún perdonavidas de gran bigote y mechones en la cara, alguna vieja seca de ojo luciente y lengua fácil, y dos o tres gruñendo feroces o roncando a pierna suelta." (p. 27)

Ese auge en su consumo y la falta de una reglamentación y vigilancia real permitió un negocio poco costoso que contribuyó a que varias personas o familias se volvieran de las más acaudaladas de México, esto sin contar los negocios alternos que se hacían con base en las plantas de maguey, como producir cuerdas, telas, papel, etcétera. Durante la primera mitad del siglo XIX el negocio se llevaba de forma particular, pero al estabilizarse el país a partir de la Guerra de Reforma el negocio se volvió a industrializar, aumentó el número de asociaciones o sindicatos de los dueños de las haciendas pulqueras, como la Liga de Agricultores de Tlaxcala y sus métodos de cultivo y transporte se mejoraron.
De esas fortunas aún hoy se escuchan sus nombres, como Ignacio Torres Adalid, Pimentel y Fagoaga, Macedo, etcétera, y no solo por sus haciendas que se extendían por todos los rumbos, como Chalco, Valle de Apan, Valle de Tizayuca, Sierra de las Cruces, Valle de Cuernavaca, Valle de Oaxaca, y otras; algunas de esas fortunas fundaron instituciones benéficas y obras públicas. De estas últimas, se destaca el Ferrocarril Hidalgo que, aparte de su utilidad comercial, mejoró las comunicaciones de la cuenca de México; en el lado comercial, ese ferrocarril comunicó desde entonces a la Ciudad de México con el Valle de Apan y otras zonas productoras; en la Ciudad de México, la terminal de ese ferrocarril, llamada estación de Nonoalco, era atendida por la garita de Nonoalco, que recibió el nombre popular que antes tenía la garita de San Lázaro, “La Garita del Pulque”, ya que a ella llegaban diariamente miles de barriles de pulque y aguamiel que hacían un espectáculo todas las mañanas, hasta que, a mediados de 1960, se suprimió.

### SigloXX

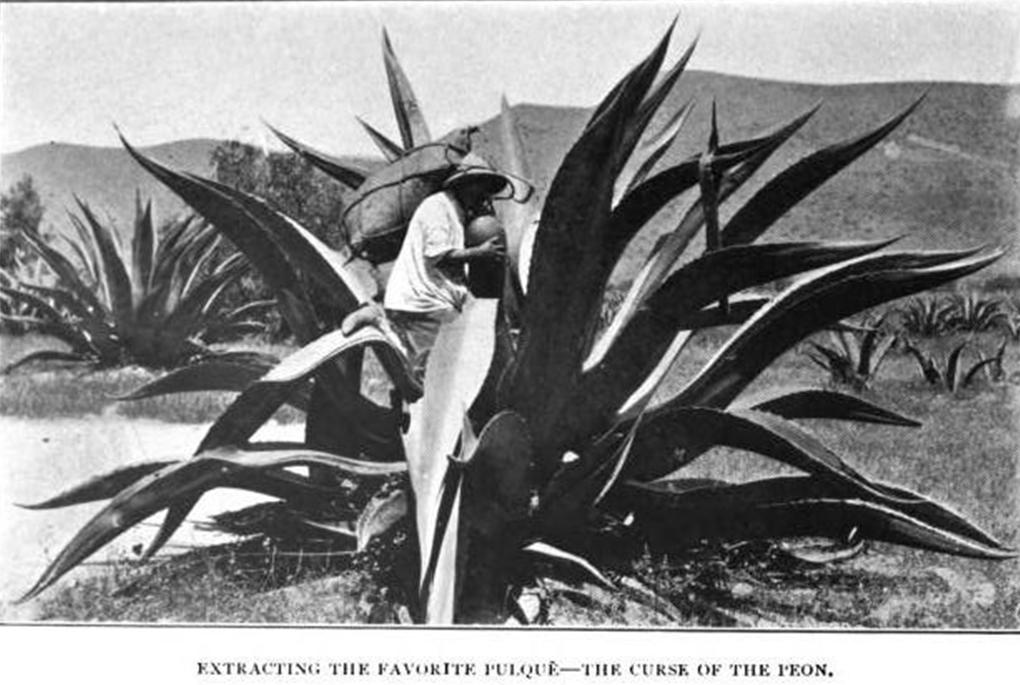
Tlaquichero extrayendo jugo de un agave para pulque, 1904.

Al inicio del siglo, los hacendados del pulque tenían cuantiosas fortunas, que les permitían vivir lejos de sus haciendas en palacetes que se distribuían por los lugares más exclusivos de México, como el edificio que hoy alberga el Museo de Cera en la Ciudad de México; algunos inclusive formaron compañías que empezaron a cotizar en la entonces llamada La Bolsa Privada de México, S.A.; su nombre fue Compañía Realizadora de Pulques, S.A., ubicada en la ciudad de Puebla, con un capital de 450,000 pesos, una cifra enorme para la época, cuyo fin era:

“Monopolizar el negocio de la producción y venta del pulque en la zona de Puebla y Tlaxcala.”

Poco después, en 1810, se formó la Compañía Explotadora de Pulques Conservados La Victoria, S.A., en Otumba, México, compañía que fue la primera en idear una forma de vender envasado el pulque, pero solo le fue permitido hacerlo de casa en casa, por lo que fracaso. De todas las compañías que se formaron en esos años destaca por mucho La Compañía Expendedora de Pulques, S.C.L., que en 1910, a un año de su fundación, se volvió una Sociedad Anónima y cotizó en bolsa, fundada entre otros por Pablo Macedo y su hermano Miguel Salvador Macedo, por entonces el primero secretario de Gobierno del Distrito Federal y el segundo, subsecretario de Gobernación, ambos diputados federales en múltiples ocasiones, fundadores de la Escuela Libre de Derecho y miembros destacados del grupo llamado Los Científicos durante el Porfiriato, además del industrial pulquero Fernando Pimentel y Fagoaga, que era entonces presidente municipal del Ayuntamiento de México. Por eso pudieron en menos de un año hacerse del monopolio de la comercialización y la revisión de los locales de venta al detalle del pulque; para el inicio de la Revolución Mexicana tenían además entre sus filas de accionistas a Ignacio Torres Adalid, Javier Torres Adalid, Javier Torres Rivas, Joaquín Adalid, Ignacio Álvarez e Icaza, Mariano Yánez, Alberto González Montalvo, Carlos Rivas Gómez y posteriormente a su viuda, Leonor Carlota Rivas Mercado, todos dueños de las grandes fortunas pulqueras. Su acta constitutiva dice:

Primero: organizar el comercio de pulque fino en el Distrito Federal y en otras plazas de la república, segundo, comercializar el pulque producido en sus fincas, adquirir el mayor número de casillas de pulque fino en el Distrito Federal, trasladarlas a otros locales, cerrarlas o abrir otras nuevas; tercero, esforzarse en lograr la pureza del pulque utilizando las máximas medidas de limpieza y mejorar la condición de los locales en donde era expedido; cuarto, promover los estudios científicos conducentes a mejorar el cultivo y empleo del maguey, perfeccionar la elaboración y conservación del pulque y en general mejorar la industria en todos las formas; y quinto, gestionar ante las autoridades toda clase de medidas que protegieran a los productores y comerciantes pulqueros, y en general realizar cualquier esfuerzo que contribuyera a la expansión del negocio

Al iniciar la Revolución Mexicana, las haciendas pulqueras, que eran grandes zonas industriales y que producían millones, empezaron por un flanco a resentir la presencia de la industria cervecera que nacía en el centro y norte del país, y por otro las presiones agrarias de los varios grupos revolucionarios que deseaban e intentaron hacerse del control de esas haciendas, con lo cual lograron destruir en gran medida a la industria; por un lado, los grupos agraristas, sobre todo los zapatistas, repartían las tierras y las dedicaban a cultivos menos productivos en las tierras semiáridas que necesitan los magueyes; por otro lado, las agresiones propias de la guerra desplazaron a la población que conocía la forma de hacer el cultivo que lleva décadas, ya que la planta es de lento crecimiento. Eso ocasionó pérdidas millonarias en producto, por la falta de trasporte que ocurría por las interrupciones típicas y frecuentes de la guerra. Por eso, La Compañía Expendedora de Pulques se disolvió en 1916.
Otro frente de esa agresión fueron las varias leyes temporales o permanentes que los gobiernos carrancistas pusieron a la venta del pulque, por lo cual años después se les acusara de hacerlo para favorecer a la industria cervecera, que requería trigo y cebada, la cual se cultivaba al norte del país, en tierras que les pertenecían. Un ejemplo fue en el Ciudad de México en 1915, donde Álvaro Obregón, bajo la idea de evitar tumultos entre sus tropas, prohibió su venta y entrada a la Ciudad de México, mas no prohibió otras bebidas alcohólicas; a eso se sumó una serie de prohibiciones a varias actividades que se consideraban degradantes, como los juegos de azar y las corridas de toros, que en su mayoría eran controlados por porfiristas. Por eso se considera que en realidad fue una especie de castigo a los miembros beneficiados del viejo régimen. Otra situación fue la confiscación de haciendas y el reparto de sus tierras sin ningún procedimiento legal; en ocasiones se regresaron las haciendas confiscadas; la mayoría de ellas no volvieron a manos de sus antiguos dueños o nunca volvieron a ser productivas por los destrozos de su infraestructura.

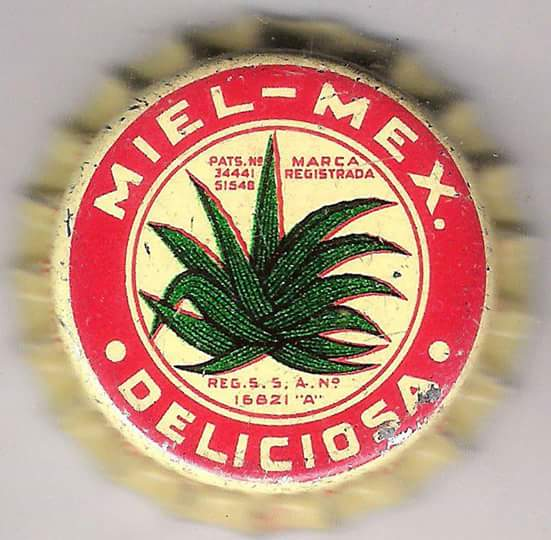
Corcholata de Pulque curado Miel-Mex.

Al término de la lucha armada, todas las industrias, incluidas la cervecera y la pulquera, se encontraban en una situación penosa, con bajas ventas y falta de trasporte debido a las huelgas constantes de ferrocarrileros; al menos por eso a partir de los años treinta la cerveza empezó a ganar terreno al pulque. Otro motivo fue que la cerveza podía embotellarse, transportarse y almacenarse por mucho más tiempo que el pulque; adicionalmente, la industria cervecera empezó a hacerle mala publicidad al pulque, sobre todo en el aspecto sanitario, ya que era más común que alguien se enfermara del estómago tomando pulque que cerveza; a eso se pueden sumar las centenarias precauciones que diputados, científicos, religiosos y otros personajes similares hacían como propaganda negativa o leyenda negra al pulque; entre ellos, tenemos a Francisco Bulnes, quien diría que las razas alimentadas de trigo eran superiores a las razas alimentadas de maíz o arroz, por lo que recomendó el consumo de la cerveza sobre el pulque, o a los diputados federales que, imitando las leyes de la prohibición en los Estados Unidos, trataron de imponer un régimen similar pero basados exclusivamente en el pulque.

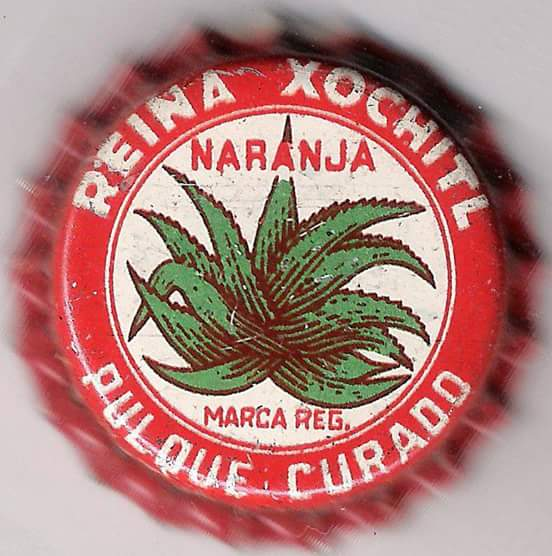
Corcholata de Pulque Curado.

Entre tantas presiones, el mercado del pulque no se arruinó del todo, por lo que un tal Miguel Macedo Enciso, en tiempos del gobierno del general Álvaro Obregón, inventó una bomba para la extracción del aguamiel, mientras Paul Lindner, Manuel Ruiz, Sánchez Marroquín, Sánchez Martínez y Gilberto Varela realizaron estudios científicos encaminados a mejorar su producción. Para 1929, la migración de campesinos a las ciudades incluso aumentó la venta del pulque, al grado de que se pensó hacer un pulqueducto desde el Valle de Apan, para evitar de esta manera la contaminación que sufría el producto por su transporte y manipulación. En 1933 se concede la primera patente para embotellar pulque, que se comercializa ese mismo año con el nombre de Crespomel pero, por falta de canales de venta, la empresa no prosperó; luego le siguieron las marcas; Miel-Mex, Neutle Herradura, Reina Xóchitl y Jícara.
Durante el régimen del general Lázaro Cárdenas del Río las tierras de muchas de las grandes haciendas pulqueras fueron repartidas y en muchos casos extinguidas las haciendas, ya sea por invasiones o el simple reparto agrario, por lo que el negocio se volvió cada vez menos costeable. En los años 60, políticos como Ernesto P. Uruchurtu imponen de hecho una ley seca con base en revisiones administrativas, lo cual afecta en mucho a la industria. Por eso mismo, en 1960 el presidente Adolfo López Mateos crea el Patronato del Maguey, cuyo objetivo es impulsar toda la investigación alrededor del pulque para mejorar la industria. Ese esfuerzo dio como resultado la comercialización de un producto enlatado, llamado El Magueyín, que tuvo corta existencia, ya que no lograron del todo detener su fermentación; se hacía pasteurizando el producto, como en la cerveza; sin embargo, si se hacía como la cerveza, el producto final quedaba con un sabor muy poco agradable; por eso no pudieron detener la fermentación del todo y por ende las latas de pulque tendían a estallar. Su producción se hacía en Santa María Tecajete, en el estado de Hidalgo. En 1976, el patronato cambió de nombre a Promotora del Maguey y el Nopal, empresa paraestatal que nunca llegó a algo; por eso, en 1981 fue cerrada definitivamente por el gobierno.
En 1994, una empresa familiar del municipio de Nanacamilpa de Mariano Arista, en Tlaxcala, logró envasar el pulque, creó su propia marca y desde entonces la comercializa en los Estados Unidos y México, ejemplo que han seguido desde entonces varias empresas de ambos países, con muy variado éxito.

## Valor nutricional

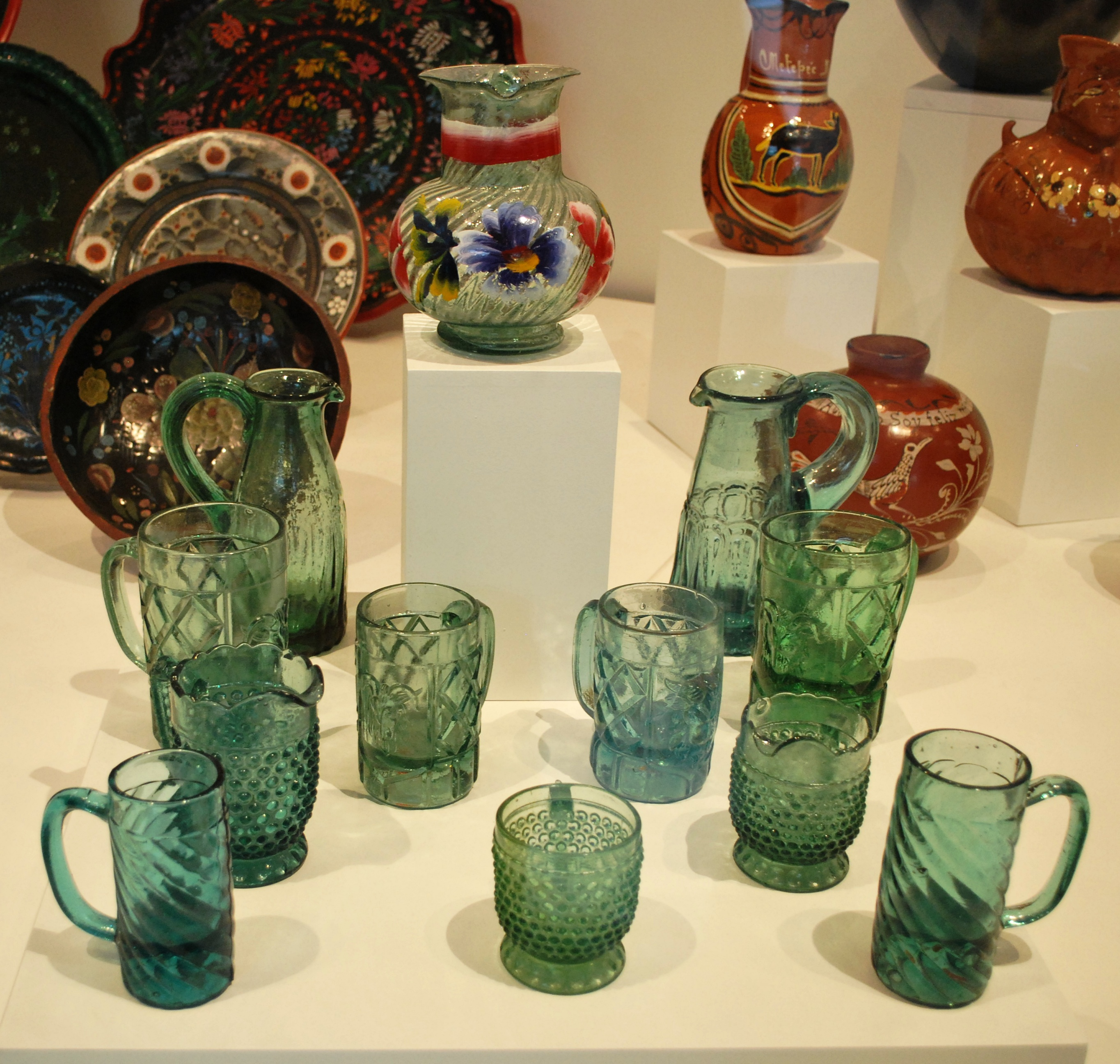
Cristalería tradicional para pulque alrededor de 1950 en exhibición en el Museo de Artes Populares, Ciudad de México.

Los estudios sobre el valor nutricional del pulque son escasos, pero empíricamente se le han asignado incluso propiedades medicinales. En la medicina tradicional mexicana se recomienda su consumo en casos de trastornos gastrointestinales, pérdida del apetito, debilidad y ciertos padecimientos renales. Se recomienda a las mujeres que amamantan para incrementar la secreción de leche y mejorar su calidad. En el Valle del Mezquital, en Hidalgo, se desteta a los hijos mojando el dedo meñique y dándoselo; en poblaciones donde el agua es escasa o no es muy potable se mezcla con agua para aligerarlo y de esta manera tomarlo para calmar la sed.

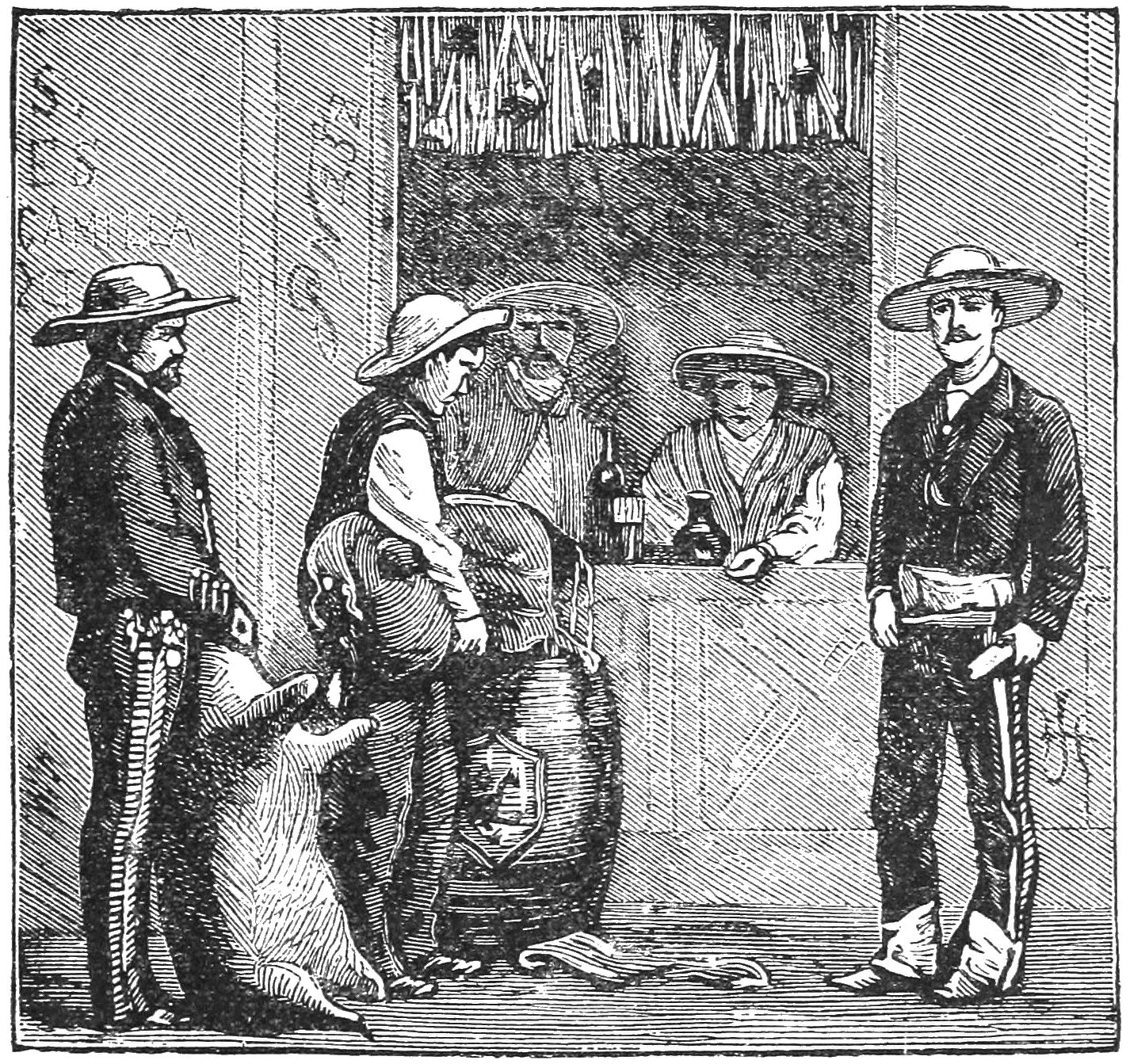
Ilustración de clientes en una pulquería en 1887.

Hay un dicho popular que dice que “Sólo le falta un grado para ser carne”, debido a que durante su historia ha servido para calmar el hambre y autores como Alexander von Humboldt han notado que tiene propiedades alimenticias que lo hacen un buen complemento a una dieta pobre; incluso se sabe que, consumido con moderación, se marca que el contenido y calidad de sus proteínas y de las vitaminas del complejo B es muy bueno.
Por ejemplo, en estudios con menores que lo toman diariamente como complemento, su aporte aproximado es del 2.2 al 12.4% de calorías y del 0.6 al 3.2% de proteínas requeridas en la dieta cotidiana.
En cuanto a sus propiedades terapéuticas en enfermedades gastrointestinales se ha desarrollado un producto a partir del aguamiel fermentado, que demuestra su valor en el tratamiento de úlceras gastroduodenales, gastritis y esofagitis, por sus cualidades reparadoras de la mucosa gastrointestinal y de su flora, lo cual se atribuye a la gran cantidad de microorganismos que intervienen en su fermentación.
Al tratarse de un producto fermentado con microorganismos típicos de las diferentes zonas donde se le prepara, su proceso de fermentación presenta particularidades regionales o étnicas; la fermentación inicia preparando una base de levadura procedente de los residuos de pulques anteriores, y se les deja reposar de 8 a 30 días, en función de la temperatura y de los cambios estacionales, por lo que en esas levaduras se han podido encontrar unos 15 microorganismos, entre bacterias y levaduras, en la masa para la fermentación, entre ellos:
- Leuconostoc mesenteroides y Leuconostoc dextranicum, bacterias productoras de dextranas que le confieren la consistencia viscosa;[5]
- Lactobacilus de diversas especies que intervienen en la parte inicial del desdoblamiendo de los azúcares en ácido láctico;[5]
- Saccharomyces cerevisiae, otro tipo de levadura;[5]
- Zimomonas mobilis, bacteria responsable del contenido alcohólico, que oscila entre 4 y 6%.[5]

Tabla del valor nutricional del pulque.
| Componentes químicos y características | Medida | Unidad            |  | Contenido de aminoácidos y nitrógeno | Contenido en mg. por 100 ml |
| -------------------------------------- | ------ | ----------------- |  | ------------------------------------ | --------------------------- |
| Densidad                               | 0.992  | a 15 °C           |  | nitrógeno                            | 0.14                        |
| alcohol                                | 7.9    | grados de alcohol |  | lisina                               | 16.12                       |
| ácido láctico                          | 0.39   | acidez total      |  | triptofano                           | 2.7                         |
| ácido láctico                          | 0.21   | acidez fija       |  | histidina                            | 4.7                         |
| ácido láctico                          | 0.12   | acidez volátil    |  | fenilalanina                         | 11.2                        |
| extracto seco                          | 1.65   | a 10 °C           |  | leucina                              | 10.5                        |
| cenizas                                | 0.30   | %                 |  | treonina                             | 6.4                         |
| albuminoides                           | 0.345  | totales           |  | metionina                            | 0.7                         |
| gomas                                  | 0.66   | %                 |  | valina                               | 6.6                         |
| sacarosa                               | 0.035  | %                 |  | arginina                             | 10.9                        |
| azúcares reductores                    | 0.000  | %                 |  | /                                    | /                           |

## Elaboración

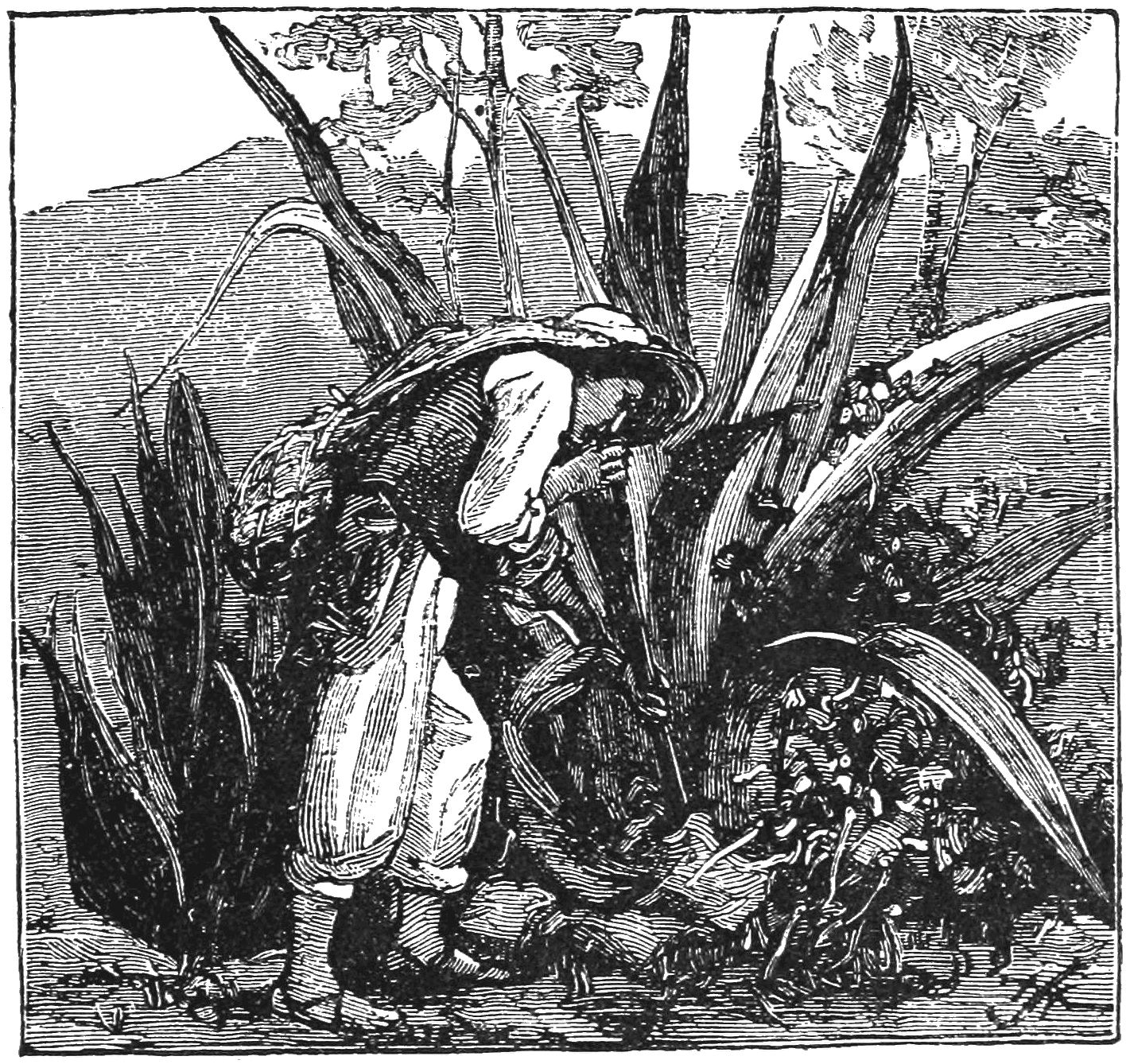
Ilustración del proceso de recolección del jugo del maguey para pulque.

El pulque se extrae de diferentes tipos de magueyes, los cuales pueden recibir una gran variedad de nombres, independientemente de la especie o de la edad que tienen; entre esos nombres se cuenta el maguey manso, el cenizo, el ayoteco, el cimarrón, el tempranillo. En cualquier caso, los magueyes se reproducen por medio de hijuelos, llamados en la jerga propia del oficio mecuates, que nacen de plantas adultas en número de hasta 50. Cuando los mecuates tienen 1 metro o más de altura (a los 3 o 5 años), un poco antes de que inicien las lluvias estacionales son desenterrados junto con sus raíces y dejados al sol por unos treinta días; luego son trasplantados, y dejan entre cada uno una distancia de 2 a 5 metros. En forma más moderna se usa el procedimiento por almácigo en viveros y más modernamente por medio de procedimientos en vidrio.
Luego de eso, debe cuidarse el maguey por espacio de al menos 10 a 15 años y hasta 20 o 30 años; cuando alcanza su madurez y muestra signos de que adelgaza su cogollo o meyolote; sus hojas exteriores (pencas) pierden espinas de sus bordes interiores y las pencas muestran sus extremos doblados ligeramente hacia el centro de la planta, mientras sus púas terminales se hacen más agudas y toman una coloración más oscura. Este detalle es más marcado en la púa de la penca más externa del cogollo.
Estas características deben ser cuidadosamente observadas y registradas; si se quita el cogollo fuera de tiempo, antes o después, la productividad del maguey puede mermar mucho; si se hace fuera de tiempo, se dice que se “quebró el maguey”; si se hace a tiempo, se dice que se hizo “al hilo”, por ser un procedimiento sobre todo artesanal; la recomendación sobre el momento del año para castrar el maguey depende de la experiencia de cada tlachiquero; el llamado tlachiquero (del náhuatl: tlachihua, que quiere decir "hacer cosas" cuya traducción al español correspondería más a trabajador) es quien hace todo el trabajo en el campo. Este trabajador especializado es quien usa una barreta, un palo de encino y un machete de punta redonda para cortar el cogollo con mucho cuidado, deja al interior del mezontete (también llamado “jicama” o “piña”) de la planta un hueco que recibe el nombre de “huevo”, “corazón”, “meyolote” o “cajete”. Para eso, se apoya en la barreta y el palo de encino; al terminar, se hiere el interior del huevo para hacerlo sudar el aguamiel; otra forma consiste en cortar una especie de puerta al interior del cogollo para luego hacer el huevo; eso recibe el nombre de “cajete”. En ambos casos se raspa el interior con el tlachique y se tapa el huevo o cajete con una penca, una roca o ambos, para evitar la entrada de animales o la lluvia; luego se deja “podrir” el maguey por 4 a 10 días, durante los cuales se revisa diariamente para ver cuánto aguamiel acumula, sin dejar que se derrame. En la explotación industrial es común llevar un registro de los magueyes; por eso se pueden ver banderas, marcas en las pencas u otro medio similar para llevar el registro.

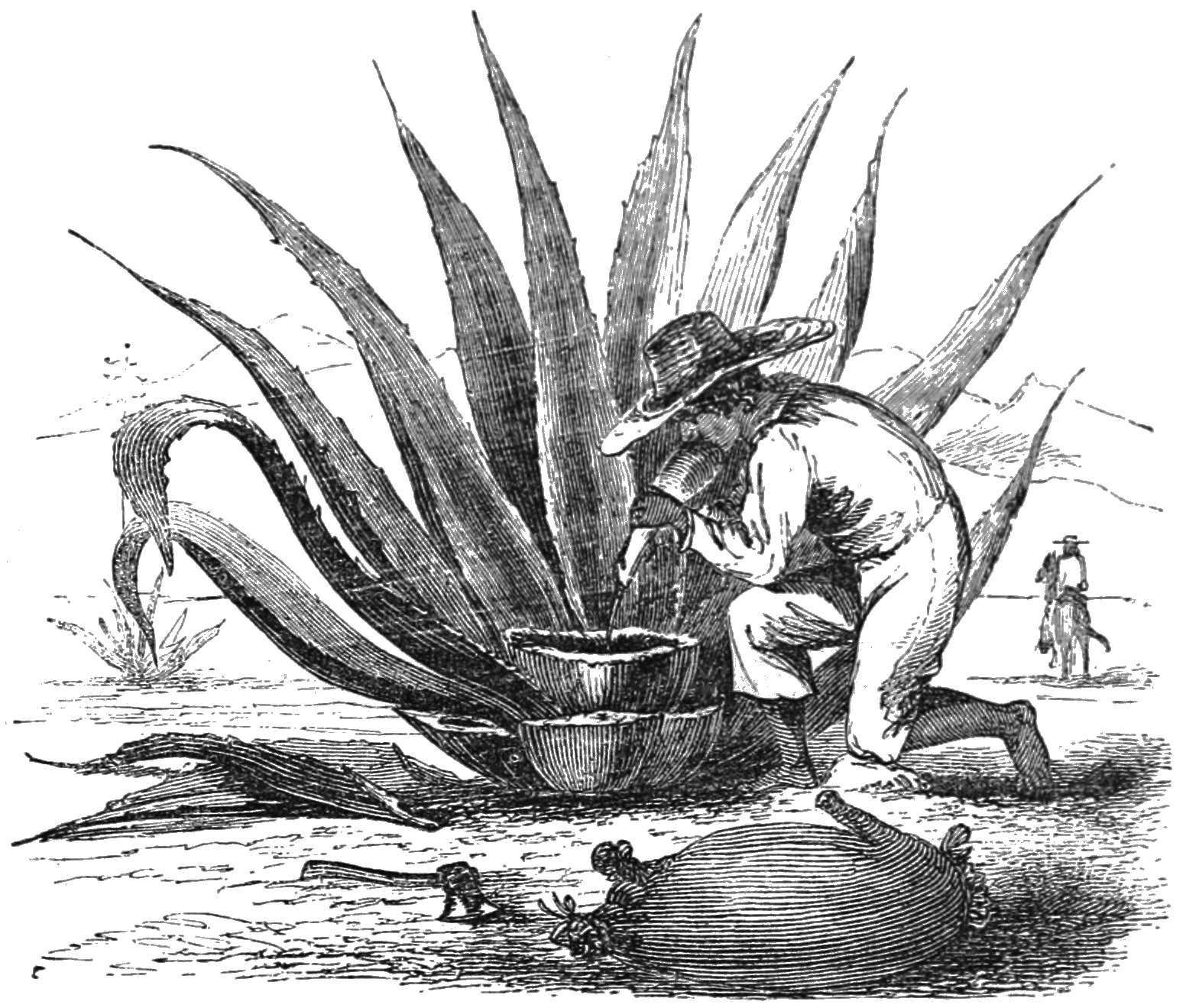
Ilustración del proceso del pulque.

Al término de ese tiempo que se marca por el primer llenado pleno del huevo; se procede a vaciarlo con algún pocillo y luego, por medio de una especie de cuchara llamada tlachique se raspa el interior del huevo, con lo que se logra que el maguey sude su aguamiel. Pasados uno o 2 días el huevo o cajete se vuelve a llenar de aguamiel, pero en esta ocasión ya es útil; para su vaciado, los tlachiqueros usan tradicionalmente un instrumento llamado acocote, que es la piel seca de una calabaza producto de una cucurbitácea, de una forma alargada con un máximo de un metro de largo y 5 a 10 centímetros de ancho; esa calabaza se deja secar y luego se hacen 2 huecos no mayores de un centímetro de ancho en sus extremos, por donde se sacan las semillas y otros elementos de la calabaza.
El proceso con el acocote inicia quitando la película que se forma sobre el aguamiel con el pocillo; luego se introduce la parte más delgada del acocote al cajete o huevo del maguey; luego, poniendo la boca en el hueco superior del acocote, se succiona haciendo un vacío en el acocote, por lo que el líquido llena su interior; cuando siente que tiene suficiente, extrae el acocote y tapa el hueco inferior con un dedo, y deja luego de esto de hacer el vacío, lo cual es un gran esfuerzo pulmonar; luego vacía el contenido del acocote en una cuba u objeto similar, el cual debe tener tapa. Antiguamente se usaban los llamados “cueros”, que se fabricaban con cuero de cerdo o cabra; el primero era más usado, se hacía de cerdos muy cuidados para que no tuvieran heridas o puntos débiles; al sacrificarlos se cortaba la piel con cuidado alrededor del cuello, patas y cola; luego de meterlos en agua caliente se despellejaban con mucho cuidado para no romper la piel y obtener una especie de mono; se volteaba la piel y se raspaba quitando la grasa y carne que sobraba, luego de lo cual se curtía con diferentes técnicas; de esta manera se lograba una bolsa impermeable. Para esto, se cerraban los huecos de las patas y la cola con cuerdas que se apretaban.
Esto último es lo que se llamaba “raspado” o “raspa”, ya que, luego de sacar el aguamiel, se volvía a usar el tlachique para hacer que sudara de nuevo el maguey. Esto se repite a diario durante su vida productiva, que habitualmente dura un mes. Por lo general, cada tlachiquero puede raspar entre sesenta y ochenta magueyes al día, en dos turnos, mañana y tarde, que recibe el nombre de tanda. En ese mes cada maguey puede generar entre 500 y 1,000 Litros. El aguamiel recolectado se lleva a un depósito llamado tinacal (del náhuatl tinacalli o “casa de las tinas”), lugar donde se hace la fermentación. En el tinacal industrial se usan cubas grandes de acero inoxidable o algún material similar, mientras que en los lugares más tradicionales se emplean recipientes grandes de madera (encino, por lo regular), en los cuales se vierte el aguamiel pasándolo por medio de un filtro de tela apretada que evite el paso a pedazos de maguey u otro contaminante; antiguamente el filtro se hacía con las fibras de pencas.
Luego de revisar que no existan materias extrañas, se deposita en su interior la llamada levadura, que se obtiene de pulques ya fermentados; esta puede recibir el nombre de muñeca cuando se usa un trapo nuevo y limpio de algodón para poner en el aguamiel la levadura; en otros casos solo se vierte un poco de pulque ya fermentado; un nombre más tradicional para la levadura es opactli o medicina del maguey; cuando se hace la producción a nivel industrial se tiene habitualmente una tina o tinacal especial, donde se tiene una parte reservada especialmente para servir de semilla; ese “pulque madre” es especialmente cuidado, y se mantiene en recipientes pequeños de cuero de res, madera y más modernamente fibra de vidrio o acero inoxidable.

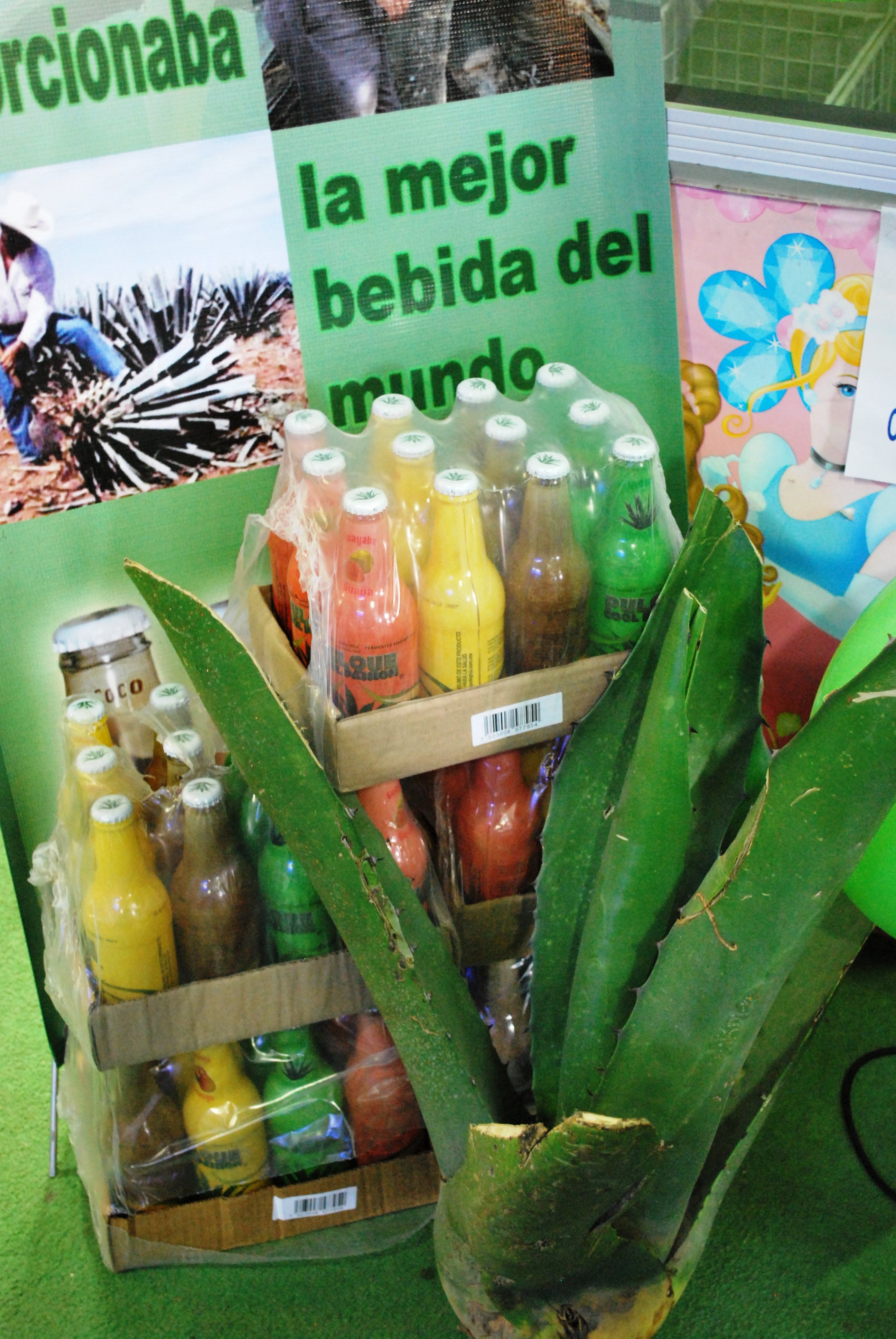
Botellas de pulque.

Durante la fermentación o corrida se pueden usar varios elementos para mejorar o distinguir su sabor, entre ellos:
- Gomas, provenientes del mismo maguey o aguamiel;
- Raíces de diferentes plantas;
- Madera de tezontle ardiendo;
- Madera de cuapatle.

Luego de esto se cubren las tinas con telas para evitar la entrada de insectos y objetos extraños, luego de lo cual la persona encargada del tinacal u otro más especializado se dedica a catar el pulque hasta que tenga el sabor que se desea. En la producción moderna se usan métodos, procesos y procedimientos basados en la química orgánica. En todo caso, una tina puede apestarse, agriarse o ser muy ligero (pulque de tlachique que, para algunos, es el de mejor calidad, ya que es más dulce, de bajo nivel alcohólico y sus efectos alcohólicos son menores); este “tinacal tronado” habitualmente se tira. Al obtenerse el sabor deseado, habitualmente se detenía la fermentación usando cal, con lo cual disminuía mucho el número de microorganismo de la levadura. En el caso de bebidas embotelladas, se usa el proceso de pasteurización. En cualquier caso, se vendía de inmediato, ya que la fermentación continuaba y al estar expuesto en el mostrador de la pulquería era muy común que se desarrollaran bacterias no deseadas.
Antiguamente, para su conservación durante el traslado se dejaba fermentar de forma natural, sin agregarle nada, por lo que el proceso de fermentado duraba hasta 5 días; al llegar a la pulquería para su venta, el dueño podía agregarle la levadura, y depositarlo en barriles de pino cuyo interior se lavaba con azufre y luego, al estar seco, se quemaba para darle más sabor.

## Consumo

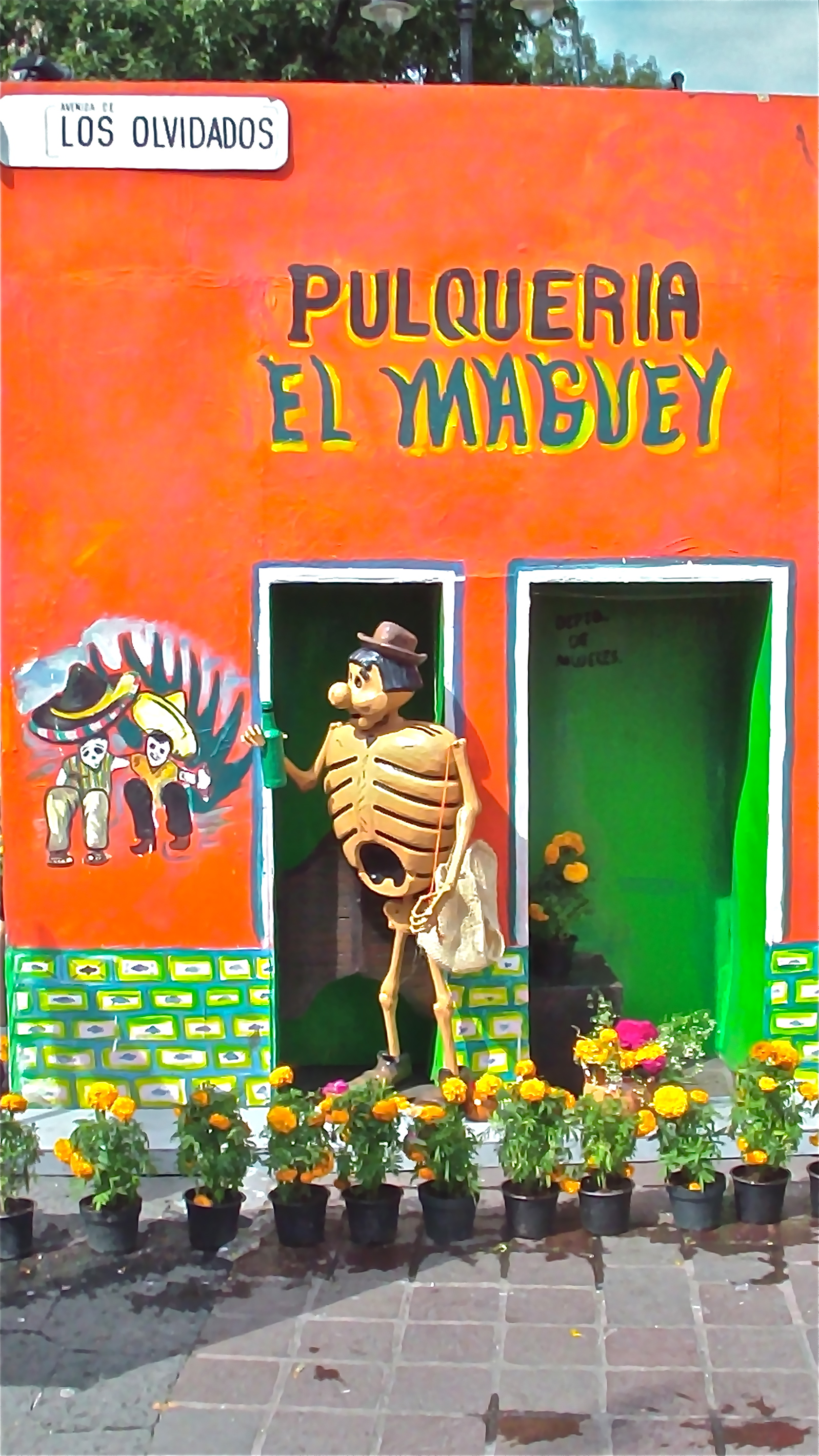
Pulquería El Maguey en Coyoacán, Ciudad de México, 2012.

El consumo del pulque tiene toda una tradición. En los locales donde se expende tradicionalmente, las llamadas pulquerías, es imprescindible la presencia de alguna botana, como lo puede ser desde una generosa cantidad de guacamole con tortillas, hasta la venta de los costosos gusanos de maguey y caracoles "panteoneros". Por otro lado, existen una serie de rituales y maneras para consumir el pulque. Así, de inicio, se puede tomar combinado con la pulpa de diferentes frutas y endulzado con miel: una especie de coctel al que se le da el nombre de curado, como el simple y barato curado de tuna roja (llamado sangre de conejo) hasta los muy caros y de categoría curado de piñón rosa, o bien el natural, denominado popularmente como curado "de ajo", por el juego de palabras "par-a jodido" (pobre), ya que es el más barato. En el aspecto gastronómico, es el elemento alcohólico indispensable de la tradicional salsa borracha, además de que forma parte de las recetas de varios tipos de carnes y caldos.
El pulque no solamente se consume como bebida, existen platillos mexicanos que presentan al pulque como ingrediente para crear un sazón distinto en los platillos, un ejemplo es el pollo al pulque, que se prepara como pollo frito sazonado en caldo de pulque y servido en cazuelas de barro para guardar el sabor.

## La leyenda negra
El pulque carga desde hace mucho tiempo varias leyendas negras; de todas ellas, las más comunes tienen que ver con los aspectos sanitarios. Por ejemplo, se dice que para fermentar el pulque se usa excremento de animales o humano, y que por eso produce diarreas a quien no está acostumbrado a beberlo. Este mito tendría su origen como una estrategia para desprestigiar la bebida por parte de las industrias cerveceras. El otro mito mucho más extendido tiene que ver con su capacidad para producir idiotez o alienación; la teoría que ha sido defendida por varios de los más alabados personajes de la historia, cultura y política mexicana, como José Vasconcelos, José María Rodríguez y Rodríguez, Antonio Carbajal, Joaquín Casasús, Fray Servando Teresa de Mier, etc., por no mencionar los casos de Álvaro Obregón y Plutarco Elías Calles, quienes se menciona que tenían intereses en la industria de la cebada que servía a la industria cervecera.

### El pulque en el arte mexicano
El consumo de la bebida se encuentra en varias obras de arte mexicano. El Museo Soumaya tiene varias pinturas que lo representan, entre ellas una de Agustín Arrieta, pintor del siglo XIX que plasmó mucha de la cultura culinaria mexicana de ese siglo en sus obras.

## Bebidas relacionadas

Curado de guayaba.

A menudo se relaciona al pulque con el tequila y el mezcal o bacanora, por ser similares las especies vegetales de donde se elaboran, así como sus formas de elaboración. El pulque se obtiene por medio de la fermentación del aguamiel de 3 especies de maguey: Agave salmiana, Agave atrovirens y Agave mapisaga sin destilación, lo que es semejante a la elaboración de los vinos y cervezas.
Mientras tanto, el tequila y el mezcal son licores que se obtienen por la destilación de los corazones o piñas de los magueyes Agave tequilana para el tequila y Agave angustifolia para el mezcal, por lo que son licores como el whisky o el vodka, además de que sus procesos de elaboración están más normalizados.

## Chaguarmishqui
En Ecuador, Bolivia, Perú, Colombia y Venezuela se conoce una bebida muy similar llamada en lengua quechua chaguarmishqui que, al igual que el pulque, se obtiene del aguamiel o mishqui del agave, planta que también se conoce en la zona como maguey, maguey mexicano, penco, penco negro, cabuya, ckara, chuchao, kellu-pancarita, packpa, pajpa, pappa, pinca, mara, oje-pajpa, okce packpa y magué, entre otros nombres. La planta se introdujo desde México a Sudamérica desde la época prehispánica, en especial en la zona desértica andina, pero volvió a ser introducido en la época colonial por los españoles que lo usaban como en México para marcar los linderos, aunque no se excluye la posibilidad de que indígenas mexicanos que acompañaron a los españoles lo llevaran y enseñaran el uso del aguamiel para hacer la bebida alcohólica.
En Sudamérica, sus procesos de elaboración son más variados que en México, e incluyen técnicas europeas como la destilación del fermento del aguamiel con el fin de aumentar el grado alcohólico de la bebida.
En Colombia y en Venezuela, donde se introdujo la planta durante la época colonial, se le llama pulque al producto de la fermentación y destilación del aguamiel, el cual por la destilación es de una graduación alcohólica mayor al pulque de México. En cambio, en la cocina de esos países por la evaporación del agua del aguamiel se obtienen las llamadas mermelada o miel mexicana.

## El maguey

Magueyes en edad adulta.

El maguey es una de las plantas más sagradas en México y tiene un lugar prominente en la mitología, rituales religiosos y en la industria. En los Estados Unidos se le conoce como century plant (en inglés: planta del siglo), y en ocasiones se le confunde con los cactus o nopales. Considerando que el maguey tiene excelentes bondades y que existe una alta demanda y cotización en los mercados nacional e internacional, de los diversos productos agroindustrializados de los agaves como el de la inulina, el jarabe de fructosa y el pulque enlatado, es importante aprovechar estos potenciales para fomentar el incremento de plantaciones magueyeras y de su propia agroindustria, primordialmente en la región centro del país. A futuro, la aplicación de técnicas biotecnológicas desarrolladas para otros agaves, es otra oportunidad más de lograr aumentos significativos en la productividad del maguey y la competitividad de los productos que provienen de esta prodigiosa planta. La palabra maguey está vinculada con la voz Mayauetl o Mayáhuel, divinidad femenina asociada con la planta misma y con la embriaguez.
Una tradición la relaciona con Quetzalcóatl: el dios le pide a Mayáhuel que lo acompañe al mundo y al estar en la tierra ambos se convierten en un árbol de dos ramas, lo que sugiere una fusión plena de las dos divinidades. La abuela de Mayahuel llegó al lugar con las Tzitzimime, entidades temibles de los aires, se acercaron al árbol, cortaron la rama que correspondía precisamente a Mayáhuel y la comieron. Cuando Quetzalcóatl recobró su forma, recogió los restos de Mayahuetl y los enterró: de ellos surgió el maguey.
Fray Bernardino de Sahagún refiere una versión más: Mayahuel es el nombre de la primera mujer que perforó los magueyes para extraer el aguamiel, base del pulque. Fernando de Alva Ixtlilxóchitl agrega otra: a Quetzalcóatl se le conoció como Ce Acatl Topiltzin, último rey de Tula; en esta versión es hijo de Tecpancaltzin Iztaccaltzin, cuya mujer fue Xóchitl, considerada también la descubridora del pulque.

## En la cultura popular
Durante la década de 1930, cineastas alemanes viajaron a la localidad de Apan para realizar el documental de 1936, Pulquebereitung in Mexiko (traducido al español como La producción del pulque en México), dirigido por Hubert Schonger en el que abordaba sobre la historia del pulque. De hecho, fue el mismo Adolf Hitler quien mandó a hacer el filme debido a su interés por la bebida y sus beneficios para la salud. No obstante, este documental quedó perdido junto con otras cintas por casi 70 años tras el fin de la Segunda Guerra Mundial, hasta ser localizo en el Centro de Cultura de Berlín y posteriormente fue comprado por el coleccionista del pulque Javier Gómez Marín.
Everardo González, director de cine mexicano, recibió premios por su ópera prima, La canción del pulque, de 2003, documental en el que entrevista a las personas asiduas a las pulquerías de Tlaxcala y de Hidalgo.[cita requerida]
En las pulquerías hay toda una cultura y estilo de vida valorizada por unos y rechazada por otros. Al igual las bebidas gozan de una gran variedad de sabores y recetas. Al igual que los vasos que se usan ya que algunos son de fabricación artesanal reutilizando botellas de cerveza y de ron. Las pláticas, los debates, la música, el juego de barajas, el juego de dominó y los albures complementan el ambiente de las pulquerías.
En la Ciudad de México, se encuentra el Museo del Pulque y las pulquerías donde podemos encontrar información acerca de la historia del pulque, su elaboración, su consumo y una pulquería para consumir esta bebida.